# 板橋区立天津わかしお学校
板橋区立天津わかしお学校（いたばしくりつ あまつわかしおがっこう）は、千葉県鴨川市にある全寮制の公立特別支援学校。設置者は東京都板橋区。
喘息、肥満、虚弱、偏食の子供に対して健康指導、栄養指導等を行い健やかな成長を目的とする。
鴨川市に所在しているが、板橋区の設置する学校であるため、入学対象は板橋区在住の児童のみに限られる。寮は8部屋あり、それぞれに清澄、黒潮、カンナ、白波、城崎、ひまわり、海猫、あじさいと名前がつけられている。2024年現在清澄、黒潮、カンナ、白波、あじさい、海猫は男子寮。城崎、ひまわりが女子寮。
◎学校特有の授業
自立という授業があり健康について腹式呼吸や自分の健康について関心を深める。
肥満、偏食、喘息、虚弱グループに分かれ(偏食虚弱は同グループ)
海っ子山っ子グループ(肥満グループ)、そよ風グループ(喘息グループ)
わかばグループ(偏食・虚弱グループ)に分かれて改善するにはどうすれば良いか考える。

## 学部
- 小学3年〜6年（男子23名、女子8名、計31名、2024年4月現在）

## 所在地
- 千葉県鴨川市天津1990